# Jean Rukundo
Jean Rukundo (* 1. Januar 1964) ist ein ruandischer Sitzvolleyballspieler.

## Leben und Karriere
Rukundo, ein Hutu, war als Soldat der nationalen Armee am Völkermords an den Tutsi von 1994 beteiligt. Durch eine Landmine verlor er sein linkes Bein. Er hat eine Ausbildung als Krankenpfleger von EFO Tech in Kigali.
2012 nahm Rukundo an den Sommer-Paralympics in London als Vizekapitän der Sitzvolleyballmannschaft teil. Es war die erste Teilnahme einer Mannschaft aus Ruanda. Für die Spiele konnte diese wegen fehlender Finanzierung und weiten Anreisen der Spieler maximal zwei Mal in der Woche trainieren. In ihr fanden sich neben Rukundo auch andere Kriegsversehrte von beiden Seiten des Völkermords, darunter der Gründer des National Paralympic Committee of Rwanda und Mannschaftskapitän Dominique Bizimana. Das Team verlor in der Gruppenphase seine vier Spiele gegen Iran, Brasilien, China und Bosnien-Herzegowina jeweils Null zu drei.

## Privates
Rukundo ist verheiratet und hat zwei Kinder. Als Fremdsprachen spricht er Englisch und Französisch.